# 最後の恋のはじめ方
『最後の恋のはじめ方』（さいごのこいのはじめかた、Hitch）は、2005年のアメリカ合衆国のロマンティック・コメディ映画。監督はアンディ・テナント、出演はウィル・スミスとエヴァ・メンデスなど。恋が苦手な男性を指南する「デートコンサルタント」の男性が自分の恋に悪戦苦闘する姿を描いている。

## ストーリー
デートドクターと称される「ヒッチ」はモテない男性をモテるよう指南している。ある日彼のもとへアルバートが仕事の依頼を申し込む。なんと彼の憧れの女性は大金持ちの有名人だった。アルバートにモテの指導をしている最中に、ヒッチはゴシップ記者のサラ・ミラスに恋をしてしまう。サラは男に興味がないといっていたが、他の男とは違うヒッチに少しずつ惹かれていく。

## キャスト
※括弧内は日本語吹替
- アレックス・ヒッチンス（ヒッチ）: ウィル・スミス（東地宏樹）
- サラ・ミラス: エヴァ・メンデス（瀬戸朝香）
- アルバート・ブレナマン: ケヴィン・ジェームズ（長嶝高士）
- アレグラ・コール: アンバー・ヴァレッタ（日野由利加）
- ケイシー: ジュリー・アン・エメリー（石塚理恵）
- マックス: アダム・アーキン（金尾哲夫）
- クレシダ: ロビン・リー（英語版）
- ジェフ: ネイサン・リー・グレアム（英語版）
- ベン: マイケル・ラパポート
- ヴァンス: ジェフリー・ドノヴァン（木下浩之）
- マンディ: ポーラ・パットン
- Mr.オブライアン: フィリップ・ボスコ（田原アルノ）
- ニール: ケヴィン・サスマン

## 作品の評価
Rotten Tomatoesによれば、188件の評論のうち高評価は69%にあたる129件で、平均点は10点満点中6.3点、批評家の一致した見解は「『最後の恋のはじめ方』の予測可能な展開にもかかわらず、ウィル・スミスとケヴィン・ジェームズの堅実で温かみのある演技は賞賛に値する。」となっている。
Metacriticによれば、36件の評論のうち、高評価は19件、賛否混在は17件、低評価はなく、平均点は100点満点中58点となっている。